# Nectria macrobrachia
Nectria macrobrachia är en sjöstjärneart som beskrevs av Hubert Lyman Clark 1923. Nectria macrobrachia ingår i släktet Nectria och familjen ledsjöstjärnor. Inga underarter finns listade i Catalogue of Life.